# Японська каліграфія

Ієрогліви Канзі, що записують слово shodō (書道)

Японська каліграфія (яп. 書道, shodō), що також називається shūji (яп. 習字) — різновид мистецтва каліграфії, або художнього письма, символів і текстів японською мовою. Тривалий час найшанованішим майстром каліграфії у Японії був Ван Січжи, китайський каліграф із 4-го століття, але після створення хіраґани і катакани, розвинулися унікальні японські складове письмо, і відмінна власна японська система письма і каліграфи створили стилі написання, що властиві Японії. Термін shodō (書道, "спосіб написання") має китайське походження і широко використовується як термін, що опсиує мистецтво китайської каліграфії середньовічних часів Династії Тан.

## Історія

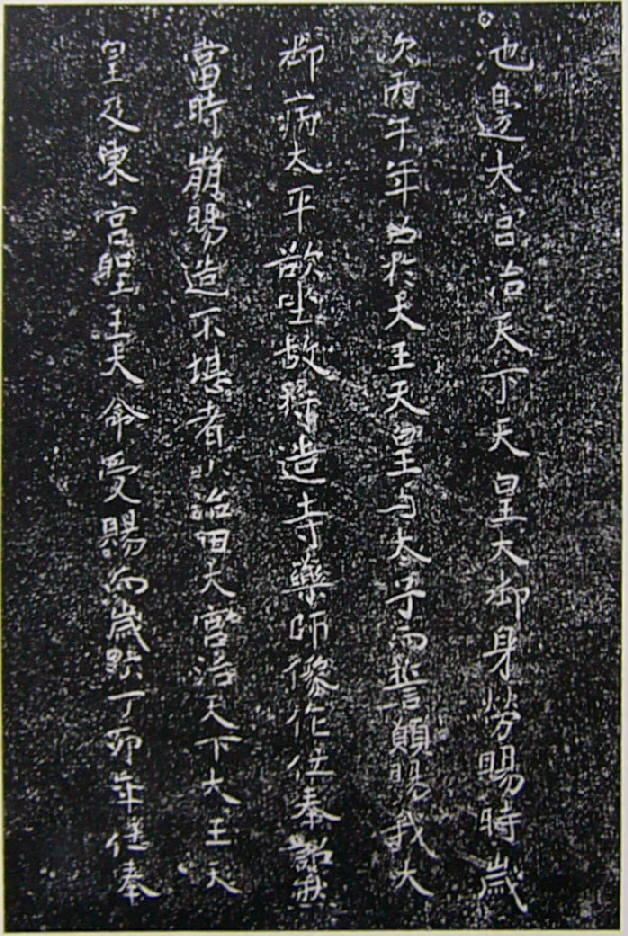
Напис на ореолі статуї Медичного Будди, храм Хорю́дзі
Написаний в 7-му столітті н.е.

### Китайське коріння
Китайське коріння японської каліграфії бере початок ще із двадцять-восьмого століття до н.е., до тих часів, коли символьні піктограми ще вирізьблювалися на кістках при релігійних обрядах. Коли таке письмо розвинулося у інструмент адміністрування держави, відчувалася потреба в уніфікації письма і Лі Си, прим'єр міністри при правлінні китайської династії Цінь, стандартизував письмо і його спосіб написання. Він затвердив форму письма, в основу якого покладено була розмітка квадратами однакового розміру, за якої всі ієрогліфи можна було записати за допомогою дев'яти штрихів. Він також розробив правила компонування, згідно яких горизонтальні штрихи пишуться першими а ієрогліфи складаються зверху-вниз, зліва на право. Оскільки ієрогліфи були різьблені за допомогою загострених інструментів письма, початково лінії були прямими і багато у чому, досягнення Лі Си застаріли із появою пензля та чорнила. Написання пензликом і вологим чорнилом створює зовсім інші лінії ніж загострений стилус. Вона дозволяє змінювати ширину штриха і загнуті опуклі лінії. В каліграфії збереглася структура з епохи Лі Си і його дев'ять штрихів, але той хто пише має повну свободу створювати ієрогліфи, які естетично підкреслюють бажану форму і рівновагу. Те як був написаний символ вказує на стиль написання.
Каліграфія із китайської традиції була представлена Японії ще близько 600 року н.е., і була відома як традиція karayō (唐様), і вона практикується до сьогодні, і постійно оновлювалася завдяки контакту з китайською культурою.
Найстаріший каліграфічний текст, що зберігся в Японії це напис на ореолі статуї Медичного Будди в храмі Хорю́дзі. Цей текст китайською мовою був написаний в стилі Shakyōtai (写経体), що притаманний періоду Шести династій в Китаї.

## Інструменти

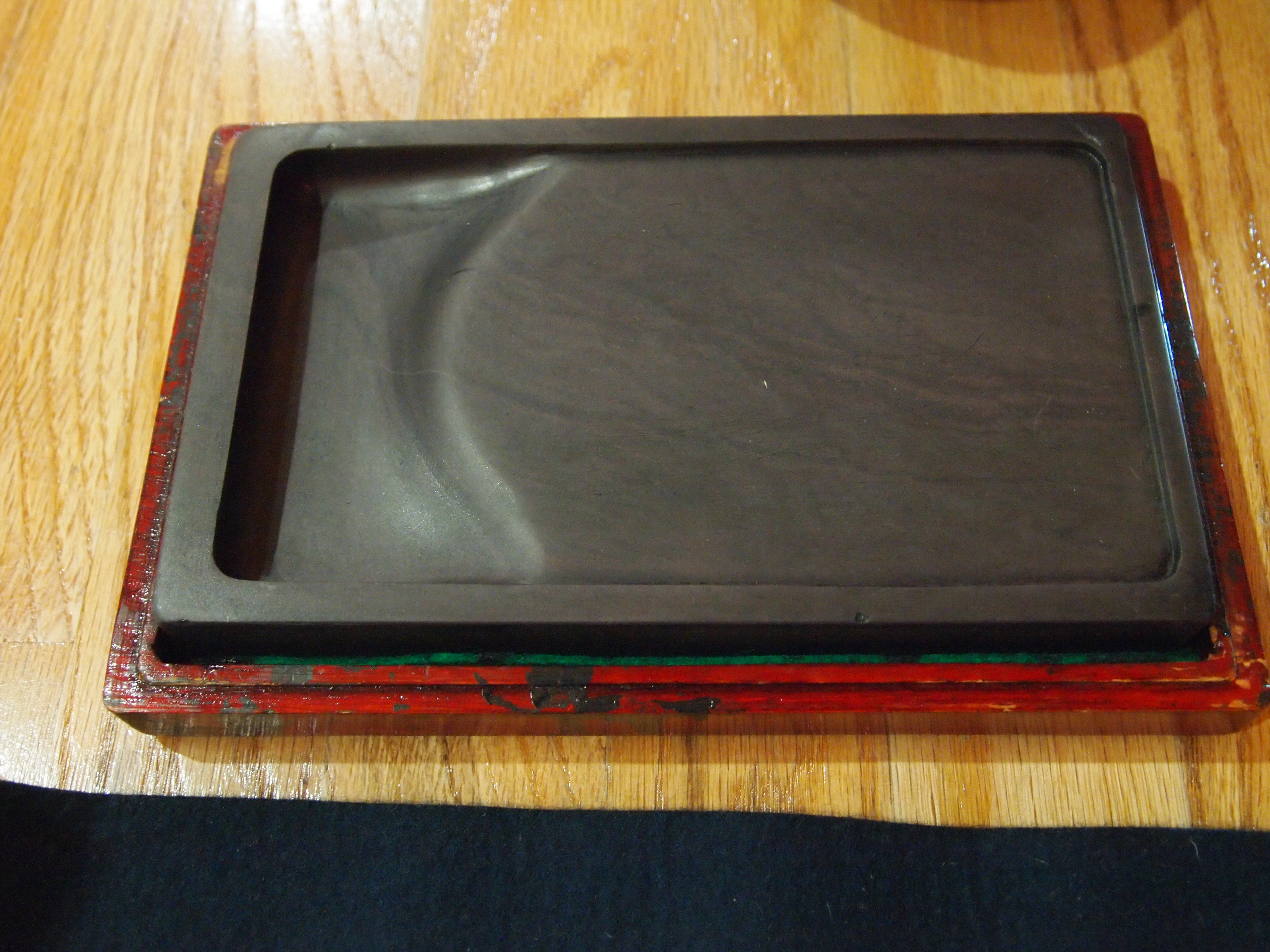
Традиційний чорнильний камінь.

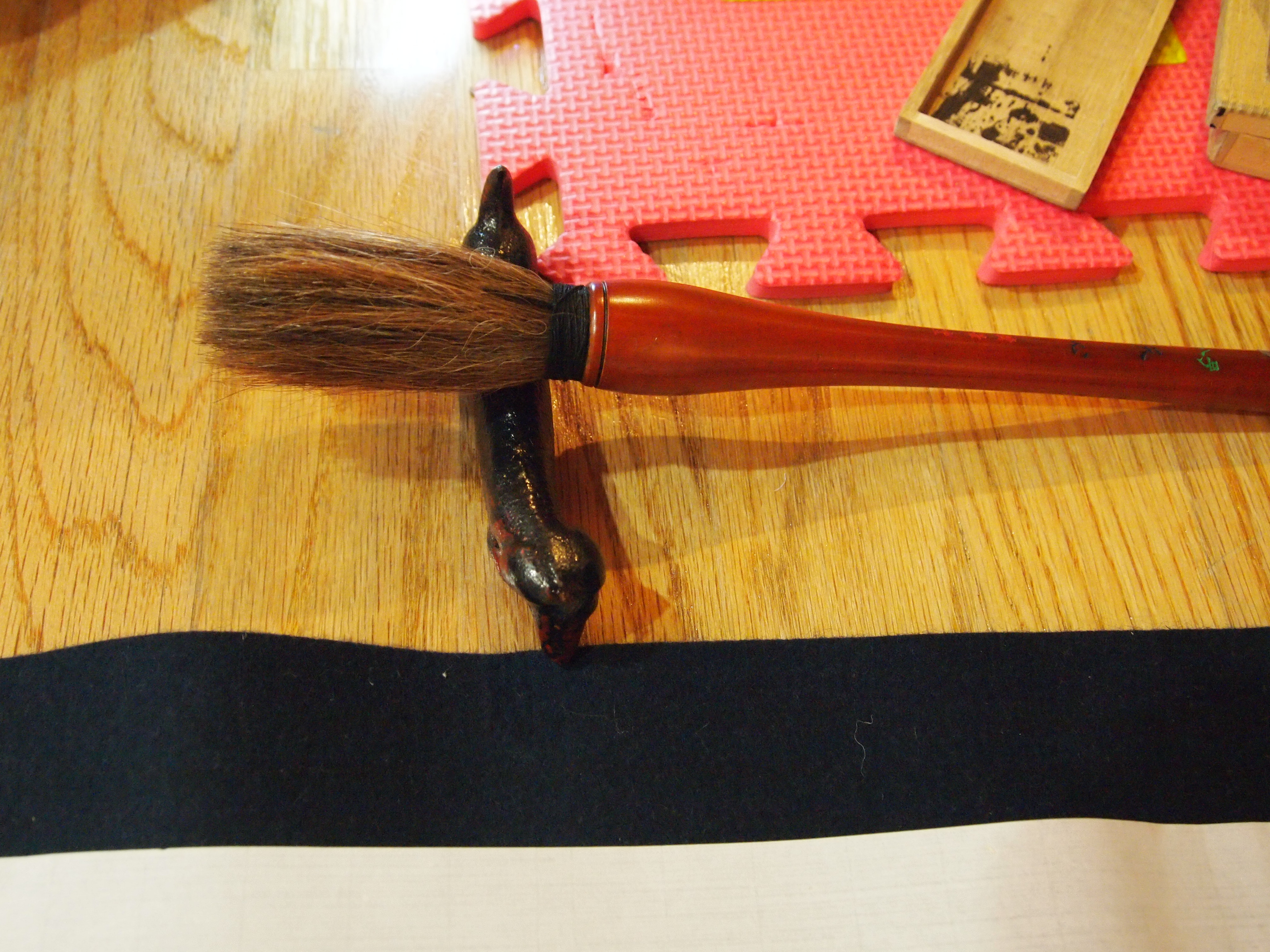
Класичний пензлик, який використовується для каліграфії.

Цілий ряд інструментів використовується для створення робіт із сучасної каліграфії.
- Чотири основні базові інструменти мають загальну назву — «Чотири скарби навчання» (яп. 文房四宝, bunbō shihō).
  - Пензлик (яп. 筆, fude)
  - Туш (яп. 墨, sumi).Затверділа суміш соснової або рослинної сажі та клею у формі палички.[4] Найкраща туш має витримуватися від 50 до 100 років.
  - Шовковичний папір (яп. 和紙, washi)
  - Чорнильний камінь (яп. 硯, suzuri) для подрібнення палички туші при перемішуванні із водою.